# Дилъри на време
„Дилъри на време“ (на английски: In Time) е американски научнофантастичен филм от 2011 г. със сценарист и режисьор Андрю Никъл. Главните роли се изпълняват от Джъстин Тимбърлейк и Аманда Сайфред.
Филмът разказва за свят, в който хората спират да стареят на 25 години, с икономическа система, която използва времето като валута, а всеки човек има часовник на ръката си, който показва колко живот му остава.